# Dorchia
Dorchia of Rhodophis was in de 7e eeuw v.Chr. een courtisane die in de Egyptische stad Naukratis leefde onder de 26e dynastie.
Volgens Herodotos was "Naukratis waarschijnlijk wel de plaats waar de vrouwen van dit soort het mooist zijn."
De voorloper van Assepoester, dat door Strabo wordt naverteld zou op haar betrekking hebben: Toen de mooie Rhodophis baadde in de Nijl kwam een arend een van haar sandalen oppikken en liet die bij de koninklijke residentie in Memphis weer liggen op het moment dat de koning frisse lucht schepte in de tuin van het paleis. Hij vond de vorm en het maaksel van het sandaaltje zo buitengewoon dat hij onmiddellijk beval dat in heel het land werd gezocht naar de draagster ervan. Die werd gevonden in Naukratis en meegevoerd naar Memphis onder koninklijk escorte. De dienstdoende monarch werd onmiddellijk verliefd op haar en trouwde met haar. En toen zij stierf liet hij een enorme piramide voor haar bouwen.
Een andere minder romantische legende houdt het erop dat de boze 'koningin Rhodophis' rondspookt in de derde piramide van Gizeh. Zij heeft het uiterlijk van een naakt droombeeld en maakt al wie haar per ongeluk ziet volkomen gek.
Rhodophis (Oudgrieks voor delicate roze teint) is door de Griekse geschiedschrijvers verward met de door hen geprezen maar vijftienhonderd jaar vroeger levende legendarische koningin Nitokris van wie eveneens was opgemerkt dat zij een delicate roze teint had. Veel verhalen van Dorchia-Rhodophis zijn op die manier op "koningin Rhodophis" overgedragen. Deze koningin werd geassocieerd met de derde piramide in Gizeh, die van Menkaura.
Herodotos verwierp misprijzend het idee dat een vrouw als Rhodophis, die duidelijk van haar charmes leefde, rijk genoeg zou zijn geworden om zich een piramide te kunnen laten bouwen.